# Pontus Hedén

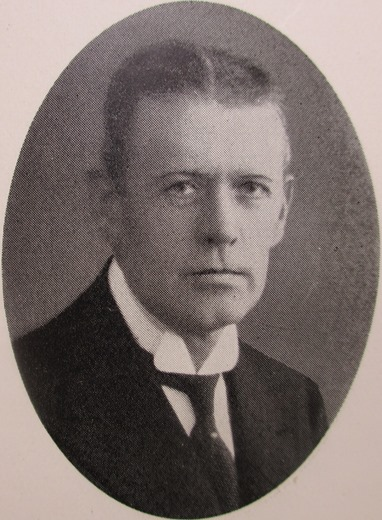
Pontus Hedén.

Pontus Sidney Olof Hedén, född 14 oktober 1883 i Gloucester, död 18 februari 1963 i Visby, var en svensk kemiingenjör.
Hedén, som var son till en sjömanspastor, avlade preliminärexamen i Oxford 1897 och mogenhetsexamen i Gävle 1904, varefter han utexaminerades från Kungliga Tekniska högskolan 1908. Han var underingenjör vid Fabrique Rouennaise de Cellulose i Frankrike 1909–1910, sousdirektör där 1911, biträdande driftsingenjör vid Stockholms Superfosfat Fabriks AB, Månsboverken, 1912, yrkesinspektörsassistent i Jönköping 1913–1918, tjf. yrkesinspektör där 1917–1918, driftsingenjör vid Bergvik och Ala Nya AB:s sulfitfabrik vid Bergvik 1918–1948 och säkerhetsingenjör där från 1949.
Hedén var besiktningsman för automobiler i Jönköpings län 1916–1918, kontrollant för karbidlampstillverkning i Småland samma år och industriluftskyddsledare för Bergviks sulfitfabrik från 1940. Han var civilförsvarschef i Söderala civilförsvarsområde 1944, ordförande i Söderhamns luftskyddsinstruktörsförening, sekreterare i Söderhamnsdistriktets luftskyddsförening och styrelseledamot i Moheds barnhem.
Hedén författade Carl Daniel Ekman och hans betydelse för vår pappersmassaindustri (1937) och kulturhistoriska artiklar i hembygdstidskrifter.
Pontus Hedén är begravd på Gamla kyrkogården i Gävle.